# Кувајт на Светском првенству у атлетици у дворани 2018.
Кувајт је учествовао на 17. Светском првенству у атлетици у дворани 2018. одржаном у Бирмингему од 1. до 4. марта једанаести пут. Репрезентацију Кувајта представљала су 2 атлетичара, који су се такмичили у 2 дисциплине.,
На овом првенству такмичари Кувајта нису освојили ниједну медаљу али је остварен 1 најбољи резултат сезоне.

## Учесници
Мушкарци:
- Јусеф Карам — 400 м
- Abdulaziz Al-Mandeel — 60 м препоне

## Резултати

### Мушкарци
| Атлетичар            | Дисциплина   | Лични рекорд | Квалификација | Квалификација | Полуфинале        | Полуфинале        | Финале               | Финале               | Детаљи |
| Атлетичар            | Дисциплина   | Лични рекорд | Резултат      | Место         | Резултат          | Место             | Резултат             | Место                | Детаљи |
| -------------------- | ------------ | ------------ | ------------- | ------------- | ----------------- | ----------------- | -------------------- | -------------------- | ------ |
| Јусеф Карам          | 400 м        | 46,66        | 46,86 кв      | 4. у гр. 6    | Није завршио трку | Није завршио трку | Није се квалификовао | Није се квалификовао |        |
| Abdulaziz Al-Mandeel | 60 м препоне | 7,60 НР      | 7,77 кв       | 6. у гр. 4    | 7,69 (.681) ЛРС   | 7. у гр. 2        | Није се квалификовао | 15 / 37 (38)         |        |